# Церковь Святого Дмитрия (Косовска-Митровица)
Церковь Святого Димитрия в Косовской Митровице (серб. Црква Светог Димитрија у Косовској Митровици) — храм Рашко-Призренской епархии Сербской православной церкви.
После агрессии НАТО Косовская Митровица разделилась на северную и южную части. Из-за разделения церковь Святого Саввы, расположенная в южной (албанской) части города, стала недоступной для сербов, которые мигрировали в северную часть города. Возникла необходимость построить новый храм, строительство которого началось в ноябре 2001 года. Место для строительства нового храма тщательно выбрано и является доминирующим, храм видно из любой части города. Строительство церкви было завершено в ноябре 2005 года, чин освящения был проведён в Дмитриев день в том же году.

## Церковная архитектура
Церковь, посвящённая святому Димитрию Солунскому, представляет собой однонефное сооружение с одним главным центральным куполом и четырьмя меньшими куполами, с ещё двумя меньшими куполами над алтарём и приделами и отдельной колокольней на западе
Наравне с монастырем Баньска, церковь является религиозным центром Северного Косова.